# Великая Каратуль
Вели́кая Кара́туль (укр. Велика Каратуль) — село, входит в Переяслав-Хмельницкий район Киевской области Украины.

## География
Село расположено на реке Броварке, левом притоке Трубежа. Занимает площадь 3,58 км².

## Население
Численность населения по переписи 2001 года составляла 1564 человека.

## Местный совет
Великая Каратуль — административный центр Великокаратульского сельского совета.
Адрес сельского совета: 08440, Киевская обл., Переяслав-Хмельницкий р-н, с. Великая Каратуль, ул. Сахно, 3; тел. 3-42-42.

## Известные уроженцы
- Санько, Иван Федосеевич (1903—1985) — генерал-майор артиллерии, Герой Советского Союза.